# Anthon
Anthon  es una población y comuna francesa, en la región de Ródano-Alpes, departamento de Isère, en el distrito de Vienne y cantón de Pont-de-Chéruy. Se encuentra en el centro - este del país a aproximadamente 30 kilómetros del centro de la ciudad de Lyon, en la orilla izquierda del río Ródano, frente a su confluencia con el río Ain.

## Demografía
| 201 | 225 | 264 | 333 | 697 | 917 |
| Para los censos de 1962 a 1999 la población legal corresponde a la población sin duplicidades (Fuente: INSEE [Consultar]) |     |     |     |     |     |